# Les Bons Conseils de Célestin
Les Bons Conseils de Célestin is een Franse animatieserie uit 2000. Ze werd tussen 2001 en 2004 uitgezonden op France 3.

## Verhaal
Célestin is een spook. Hij is een goeie vriend van Lucas, een jongen van 8. Hij kan als een soort van engelbewaarder van Lucas worden gezien, want in iedere aflevering riskeert Lucas zijn leven. Célestin kan hem altijd op het nippertje redden van de dood, maar raakt zelf zwaargewond. Gelukkig kan hij zichzelf met één vingerknip weer de oude maken. Hiermee maakt hij Lucas - en uiteraard ook de kinderen - duidelijk wat gevaarlijk is en ze dus niet mogen doen. (bv. niet met geweren schieten, niet in de volle zon liggen zonder bescherming, niet dansen in de badkuip,...).